# Døndalen
Døndalen er en sprækkedal, som ligger vest for Gudhjem på Bornholm. I dalen løber Døndaleåen, hvor Døndalsfaldet med et fald på op imod 20 meter er Danmarks største vandfald. Døndalens nordvestlige side er en 20 meter høj klippevæg, med udsigtspunktet Amtmandsstenen på toppen. Et gammelt sagn beretter, at man ofrede dyr og mennesker til guderne ved at kaste dem ud fra Amtmandsstenen. Danmarks Naturfond ejer og bevarer 37 hektar i Døndalen, som fonden erhvervede i 1969.
Døndalen er en del af Natura 2000-område nr. 210: Spællinge Ådal, Døndal og Helligdomsklipperne (Habitatområde 159), og har siden 1975 været fredet. 

## Eksterne kilder og henvisninger
- Om Døndalen Arkiveret 25. juni 2010 hos  Wayback Machine
- Perler ved gudernes hjem Arkiveret 21. februar 2012 hos  Wayback Machine  på danmarksnaturfond.dk
- Youtube: Bornholm - Døndalens vandfald, Danmarks største vandfald .wmv

55°13′23.82″N 14°52′52.92″Ø / 55.2232833°N 14.8813667°Ø